# Eryk II Wróg Księży
Eryk II Magnusson (norw. Eirik II Magnusson), przyd. Wróg Księży (norw. Prestehater) (ur. 1268, zm. 13 lipca 1299) – król Norwegii w latach 1280–1299 z dynastii Yngling.

## Życiorys
Był synem króla Norwegii Magnusa VI Prawodawcy i Ingeborgi księżniczki duńskiej, córki króla Danii Eryka IV Plovpenninga, brat króla Norwegii Haakona V Długonogiego.
W chwili śmierci ojca (9 maja 1280) Eryk II był małoletni i po koronacji faktyczną władzę sprawowała grupa możnych zebranych w Radzie Królestwa, którzy znacznie poszerzyli przywileje Kościoła w Norwegii. Eryk II po objęciu samodzielnych rządów poważnie ograniczył nowe kościelne przywileje. Brat króla Haakon (przyszły król Haakon V Długonogi) z ramienia króla władał południową częścią kraju.
Za panowania Eryka II Islandia, która do tej pory jako prowincja królestwa Norwegii cieszyła się sporą autonomią, utraciła swą samodzielność.
Król razem ze swym bratem Haakonem prowadził walki z Danią i Hanzą. Zmarł w Bergen pomiędzy 13 a 15 lipca 1299 roku

## Małżeństwa i potomstwo
Jego pierwszą żoną była Małgorzata, księżniczka szkocka (poślubiona 31 sierpnia 1281, zmarła 9 kwietnia 1283), córka króla Szkocji – Aleksandra III i Małgorzaty Plantagenet. Eryk II miał z nią córkę Małgorzatę zwaną „Panną Norweską” (zm. 1290), która w 1286 w wieku 3 lat jako dziedziczka swego dziadka Aleksandra III została przez szkockich baronów uznana królową Szkocji.
Drugą żoną Eryka II była Izabela Bruce, również księżniczka szkocka (zm. 1358), córka Roberta Bruce’a, lorda Annandale (zm. 1304) i siostra Roberta I Bruce’a, pierwszego króla Szkocji z dynastii Bruce. Eryk II miał z nią swoją drugą córkę Ingeborgę (zm. po 1353), która poślubiła księcia szwedzkiego Waldemara (zm. 1318), syna króla Szwecji Magnusa I.